# 张兆汉
张兆汉（1914年—），男，福建仙游人，中华人民共和国政治人物，曾任福建省政协副主席，第三届全国人大代表。